# British Commonwealth Games 1970/Boxen
Die 9. Boxwettkämpfe der Herren bei den British Commonwealth Games 1970 wurden vom 17. Juli bis zum 24. Juli in der schottischen Hauptstadt Edinburgh ausgetragen. Insgesamt wurden 44 Medaillen in 11 Gewichtsklassen vergeben.

## Medaillengewinner
| Klasse                         | Gold                    | Silber                   | Bronze                                             |
| ------------------------------ | ----------------------- | ------------------------ | -------------------------------------------------- |
| Halbfliegengewicht (- 48 kg)   | James Odwori Uganda     | Anthony Davies Wales     | Michael Abrams England P.J. Butterfield Australien |
| Fliegengewicht (- 51 kg)       | Dave Needham England    | Leo Rwabwogo Uganda      | A. McHugh Schottland Davy Larmour Nigeria          |
| Bantamgewicht (- 54 kg)        | Sulley Shittu Ghana     | Samuel Mbugua Kenia      | S. Ogilvie Schottland Courtney Atherly Guyana      |
| Federgewicht (- 57 kg)         | Philip Waruinge Kenia   | Deogratias Musoke Uganda | Mir Samar Pakistan Alan Richardson England         |
| Leichtgewicht (- 60 kg)        | Abayomi Adeyemi Nigeria | John Gillan Schottland   | Tatu Ghionga Malawi Moses Mbugua Kenia             |
| Superleichtgewicht (- 63,5 kg) | Mohamed Muruli Uganda   | Dai Davies Wales         | E. O. Lawson Ghana Paul Kayula Sambia              |
| Weltergewicht (- 67 kg)        | Emma Ankudey Ghana      | John Olulu Kenia         | T. Joyce Schottland Shivaji Bhonsle Indien         |
| Superweltergewicht (- 71 kg)   | Tom Imrie Schottland    | Julius Luipa Sambia      | P.J. Doherty Nordirland David Attan Kenia          |
| Mittelgewicht (- 75 kg)        | John Conteh England     | Titus Simba Tansania     | R. Murphy Australien Samuel Kasongo Sambia         |
| Halbschwergewicht (- 81 kg)    | Fatai Ayinla Nigeria    | Oliver Wright Jamaika    | Victor Attivor Ghana John Rafferty Schottland      |
| Schwergewicht (+ 81 kg)        | Benson Masanda Uganda   | John McKinty Nordirland  | Jack Meda Kanada Leslie Stevens England            |

## Medaillenspiegel
| Rang | Land       | Gold | Silber | Bronze | Gesamt |
| ---- | ---------- | ---- | ------ | ------ | ------ |
| 1    | Uganda     | 3    | 2      | 0      | 5      |
| 2    | England    | 2    | 0      | 3      | 5      |
| 3    | Ghana      | 2    | 0      | 2      | 4      |
| 4    | Nigeria    | 2    | 0      | 0      | 2      |
| 5    | Kenia      | 1    | 2      | 2      | 5      |
| 6    | Schottland | 1    | 1      | 4      | 6      |
| 7    | Wales      | 0    | 2      | 0      | 2      |
| 8    | Sambia     | 0    | 1      | 2      | 3      |
| 8    | Nordirland | 0    | 1      | 2      | 3      |
| 10   | Jamaika    | 0    | 1      | 0      | 1      |
| 10   | Tansania   | 0    | 1      | 0      | 1      |
| 12   | Australien | 0    | 0      | 2      | 2      |
| 13   | Kanada     | 0    | 0      | 1      | 1      |
| 13   | Indien     | 0    | 0      | 1      | 1      |
| 13   | Guyana     | 0    | 0      | 1      | 1      |
| 13   | Malawi     | 0    | 0      | 1      | 1      |
| 13   | Pakistan   | 0    | 0      | 1      | 1      |
|      | Gesamt     | 11   | 11     | 22     | 44     |